# Bayat

Das Zeichen der Bayat nach Mahmud al-Kāschgharī

Die Bayat waren ein bedeutender oghusischer Stamm, aus dem einige Dynastien wie z. B. die Dulkadir und die Kadscharen hervorgingen. Außerdem gehörte der Dichter Fuzūlī den Bayat an. Nach Faruk Sümer war wohl die Sagengestalt des Dede Korkut auch aus dem Stamm der Bayat.
Mahmud al-Kāschgharī erwähnte sie unter dem Namen Bayat als einen der 24 oghusischen Stämme in seinem Werk „Sammlung der Sprachen der Türken“ (dīwān lughāt at-turk). Als Totemtier hatten sie einen Bussard. Ihr Stammesname bedeutet im Alttürkischen unter anderem der, mit einem Staat oder wohlhabend.
Die Bayat sind mit den Seldschuken im 11. Jahrhundert aus Zentralasien nach Anatolien und in den Nahen Osten gekommen. Einige Gruppen der Bayat siedelten zudem im Nordirak und in Südaserbaidschan, wo sie einen wichtigen Teil der Turkmenen Vorderasiens stellen. Ihr Schwerpunkt in Anatolien war der Westen, wo sie bei Konya, Bursa, Afyon, Balıkesir und Kütahya siedelten.
Toponyme mit der Komponente Bayat belegen die Siedlungsgeschichte des Stammes. So gibt es in Anatolien 32 dieser Orte, im Iran einige wenige, in Aserbaidschan fünf, in Turkmenistan vier und in Usbekistan eines.

## Geschichte
Ein Großteil der Bayat kam in der ersten Hälfte des 11. Jahrhunderts im Iran an. Ibn al-Athīr erwähnt 1119 einen Seldschukenkommandeur namens Sonqor Bayati bei Basra im südlichen Irak und einer Burg Bayat in Lorestan. Teile der Bayat, die in Zentralasien zurückblieben, waren unter den Rebellen, die 1153 den Seldschukenherrscher Ahmad Sandschar gefangen nahmen. Aber diese flohen dann im 13. Jahrhundert mit den anderen Oghusen vor den Mongolen nach Westen. Im 14. Jahrhundert werden die Bayat zusammen mit den Afschar und den Begdili im Gebiet Nordsyrien und Südostanatolien erwähnt, wo sie an der Entstehung der Dulkadirdynastie beteiligt waren. Ein anderer Teil der Bayat bei Antep und Aleppo schloss sich später den Aq Qoyunlu an. Im 16. Jahrhundert war der Bayatstamm über ein großes Gebiet von Westanatolien über Syrien und Irak bis Ostiran zerstreut. Mit der Zeit nahm die Macht der Bayat ab, als andere oghusische Stämme aufstiegen. Laut osmanischen Steuerregistern kann man ungefähr vier Gruppen von Bayat unterscheiden: Die Gruppe um Antep und Aleppo, von denen einige dann nach Damaskus, Hama und Tripoli migriert sind und eine Gruppe bei Diyarbakır. Die dritte Gruppe der Bayat (Şam Bayadı) war die bedeutsamste. Wie der Name Şam andeutet, kamen sie aus Syrien als Teil der Dulkadir und siedelten bei Gedük in Yozgat, wo sie als Boz Ok bekannt waren. Diese Boz Ok konvertierten zum schiitischen Islam und schlossen sich den Safawiden des Irans an. Andere Şam Bayadı siedelten ab 1613 bei Malatya, Amasya, Ankara, Maraş und weiter weg in Kütahya und Antalya. Die vierte Gruppe der irakischen Bayats lebte organisiert in 13 Klans bei Kirkuk, wo noch heute einige ihrer traditionellen Lebensweise nach gehen.
In der späteren Geschichte des Irans hatten die Bayat auch Einfluss, weil sie mit zu denjenigen türkischen Stämmen gehörte, die den Safawiden die Machtergreifung ermöglichten. Unter deren Herrscher Schah Tahmasp I. waren die Gouverneure von Hamadan und anderen Grenzregionen von den Bayat. Unter Schah Abbas I. siedelten sich einige Bayat in Aserbaidschan an. Obwohl kleiner als die Stämme der Kizilbasch, hatten die Bayat viele politische Positionen innerhalb der Safawidenherrschaft. Sie stellten Gouverneure in anderen Teilen Irans außerhalb ihrer traditionellen Siedlungsgebiete und auch wie Hosayn Ali Beg Gesandte in Spanien. All diese Bayat stammten aus der Gruppe der weißen Bayat (Āq Bayāt). Die zweite Gruppe der schwarzen Bayat (Qara Bayāt) lebte in Chorasan bei Nischapur. Hier stellten sich später unter Nadir Schah und den Afschariden den Gouverneur der Stadt.
Neben diesen beiden großen Bayatgruppen gab es die Bayāt-e Šām/Bayāt-e Qājār, die mit den Aq Qoyunlu im Iran ankamen. Sie lebten ab dem 16. Jahrhundert im Nordiran bei Gəncə und Bərdə. Diese Bayat stellten einen Teil der Kadscharen, die im 18. Jahrhundert die Macht im Iran übernahmen.

## Anmerkung
1. ↑  aš-Šām war eine Bezeichnung für Syrien